# Akwamu
Akwamu fou un estat akan de la costa sud-est de la moderna Ghana. Al seu apogeu al segle xviii s'estenia més de 250 milles (400 km) de la costa de Whydah (ara Ouidah, Benín) a l'est, fins a més enllà de Winneba (ara a Ghana) a l'oest.

## Història
Els seus fundadors fou un poble akan que es diu tradicionalment que va venir de Twifu Heman, al nord-oest de Cape Coast a finals del segle xvi o principis del segle xvii cap a la regió de la moderna Akim Abuakwa, on van fundar l'estat d'Akwamu. Després de la mort del cinquè rei de Twifo una secció dels abrades, sota la direcció d'Otumfo Asare (1580-1595), va emigrar de Twifo-Hemang a Abakrampa a Asamakese, i van arribar a ser coneguts com a "Akwamu", en lloc del seu ex nom "Twiforo". A partir d'aquí van anar a l'Asamankese (és a dir Asamankese). La seva estada a Abakrampa va ser curta perquè el fantis tenien autoritat sobre la terra. Els abrades van trobar la terra de Asamankese, a la conca dels rius Densu i Birim deshabitada. Tradicions Akwamu afirmen que oferiren part de la terra a Akyem quan van arribar des Adanse. El nom "Kyebi", que significa, "ofereix-me una part" es va derivar del favor que se'ls hi va fer.
Després de la mort de Otumfo Asare, liderats per Otumfo Akotia (1595-1610) es va traslladar a Nyanoase prop de Nsawam. Aquest moviment va ser motivat per raons estratègiques. Aquesta nova posició va donar a Akwamu l'avantatge d'estar preservats dels atacs enemics. La presència dels forts de l'Estat Akyem també va fer necessari que la capital estigués ubicada en un lloc on fàcilment podria ser defensada. Després d'instal·lar-se a Nyaniso, van començar a organitzar-se en un estat poderós. Al segle xvii, sota Ansa Sasraku I (1640-1674); Ansa Sasraku II (1674-1689); Basua Addo (1689-1699); Ansa Sasraku III (1699-1702); i Akwonno (1702-1725), Nyanoaso es va transformar en un imperi enorme i poderós. Nyanoaso estava situat a les muntanyes Nyanao. Mentre el rei residia a Nyanoaso, la Reina Mare residia a la part inferior del turó, a Nyanoase. Estava protegit pel Gyase i els pobladors dels voltants. Nyanoaso estava a prop del famós mercat d'Accra d'Abonse o ABC.
A mesura que l'Estat es va enriquir amb la venda d'or del districte de riu Birim, els seus habitants van tractar d'estendre la seva autoritat per accedir a les armes europees i altres béns. A causa que estaven tancats al nord i nord-oest amb l'estat de Akim i altres estats en aliança o subjectes al poderós regne de Denkyira, van ampliar el seu domini als sud i sud-est cap als pobles ga i fante (fanti) de la costa. Aquests es van sotmetre entre 1677 i 1681, en el govern del rei (Akwamuhene) Ansah Sasraku. Akwamu va continuar engrandint el seu exèrcit mitjançant l'adquisició d'armes de foc a comerciants europeus, holandesos i anglesos i es va dirigir cap a l'est. Va estendre la seva influència sobre l'estat de Ladoku a l'est (1679) i, en temps del successor d'Ansah, sobre l'estat de fante d'Agona a l'oest (1689). El 1702 van creuar el riu Volta per ocupar Whydah, un estat costaner de l'antic Dahomey (ara a la costa de Benín), i el 1710 van sotmetre al poble ewe de la regió Ho (Ewe Popo). Per llavors, però, el seu antic satèl·lit, Aixanti, havia crescut ric i poderosos i va ser cada vegada més hostil a Akim, aliat de Denkyira. Pressionat pels aixantis, els pobles akyem es van retirar a les fronteres d'Akwamu i, després d'una llarga guerra, van aconseguir una victòria parcial (1730) i van poder apoderar-se d'algunes zones de Akwamu L'Akwamuhene es va veure obligat a fugir cap al Volta, i el 1731 l'Estat havia deixat d'existir i havia sorgit el nou regne d'Akim Abuakwa; els aixantis van aconseguir dominar la resta d'Akwamu (els estats costaners d'Aburi, Bunu, Ga i la Costa dels Fanti i de Dahomey). Akwamu va subsistir com un cacicat i encara es manté com a regne tradicional.

## Reis de Twifo
- Otumfuo Agyen Kokobo 	1505-1520
- Otumfuo Ofosu Kwabi 	1520-1535
- Otumfuo Oduro 	1535-1550
- Otumfuo Addow 	1550-1565
- Otumfuo Akoto I 	1565-1580

## Reis d'Akwamu
- 1580 - 1596 Otumfo Asare
- 1596 - 1610 Otumfo Akotia
- 1610 - 1625 Otumfuo Obuoko Dako
- 1625 - 1640	 Ohemmaa Afrakoma
- 1640 - 1674 Otumfuo Ansah Sasraku I
- 1674 - 1689 Otumfuo Ansa Sasraku II
- 1689 - 1699 Otumfuo Ansah Sasraku III
- 1699 - 1702 Otumfuo Ansah Sasraku IV (Addo)
- 1702 - 1726 Otumfuo Nana Akwamu [Akwonno] Panyin
- 1726 - 1730 Otumfuo Nana Ansah Kwao
- 1730 - 1744 Otumfuo Akonno Kuma
- 1744 - 1747 Otumfuo Opoku Kuma (regent)
- 1747 - 1781 Otumfuo Nana Darko Yaw Panyin
- 1781 - 1835 Otumfuo Nana Akoto Panyin
- 1835 - 1866 Otumfuo Dako Yaw Kuma
- 1866 - 1882 Otumfuo Nana Kwafo Akoto I (Okorforboo)
- 1882 - 1887 Otumfuo Akoto Ababio II (Kwame Kenseng)
- 1887 - 1909 Otumfuo Akoto Ababio II (Okra Akoto)
- 1909 - 1910 Otomfuo Akoto Kwadwo (Mensa Wood)
- 1910 - 1917 Otumfuo Akoto Ababio III (Emmanuel Asare)
- 1917 - 1921 		 Otumfuo Ansah Sasraku V (Kwabena Dapaa)
- 1921 - 1937 Otumfuo Akoto Ababio IV (Emmanuel Asare)
- 1937 - 1992 		 Odeneho Kwafo Akoto II (Kwame Ofei)
- 1992 - 1999 Odeneho Kwafo Akoto III
- 1999 - Otumfuo Ansa Sasraku VI